# Толмачеве (Брянська область)
Толмачеве (рос. Толмачево) — село в Брянському районі Брянської області Російської Федерації.
Населення становить 1291 особу. Входить до складу муніципального утворення Снежське сільське поселення.

## Історія
Від 2005 року входить до складу муніципального утворення Снежське сільське поселення.

## Населення
| 2010 | 2012  | 2013  |
| ---- | ----- | ----- |
| 1271 | ↗1276 | ↗1291 |